# Cephise maculatus
Cephise maculatus es una especie de mariposa de la familia Hesperiidae que fue descrita por G.T. Austin y O. Mielke, en 2000, a partir de ejemplares procedentes de Brasil (Rd).

## Distribución
Cephise maculatus está distribuida entre las regiones y ha sido reportada en Brasil, Rondônia.

## Plantas hospederas
No se conocen las plantas hospederas de C. maculatus.